# アルトゥール・シルバ・フェイトーザ
アルトゥール・シルバ（Arthur Silva）ことアルトゥール・シルバ・フェイトーザ（Arthur Silva Feitoza、1995年4月26日 - ）は、ブラジル・ロライマ州ボア・ヴィスタ出身のプロサッカー選手。Jリーグ・RB大宮アルディージャ所属。ポジションはミッドフィールダー（MF）。
ブラジルの報道媒体ではアルトゥール・フェイトーザとの表記もされる。

## 来歴

### FC東京
2019年1月12日、CAヴォトゥポランゲンセよりFC東京に期限付き移籍で加入。入団記者会見で自身のプレースタイルを質問され「中盤から前に行くパワーと相手中盤への厳しいマーク、自分のフィジカルも強いと思っていますし、ペナルティエリア外からシュートも打っていきたい」とコメントした。3月6日ルヴァンカップ第1節柏レイソル戦で日本の公式戦初出場、シーズン序盤は本来のボジションであるボランチではなく、右サイドバックに配置されてのトレーニングや、FC東京U-23でのJ3リーグで実戦を積み重ね 日本のサッカーに徐々に順応。5月25日J1リーグ第13節セレッソ大阪戦にて途中出場でJ1リーグ戦デビュー。10月19日、第29節ヴィッセル神戸戦にてリーグ戦初先発で起用されると 前半6分に先制点の起点となるパスを供給し、前半10分には自らミドルシュートを決めて勝利に貢献した。
2020年より期限付きからFC東京への完全移籍に移行し、ブラジル最大の放送局グローボは2021年までの契約を結んだと報じた。

### 横浜FC
2021年6月30日、横浜FCへの期限付き移籍が発表された。同日に横浜FC LEOCトレーニングセンターでの移籍後初練習の映像がクラブ公式YouTubeで公開され、「私のピッチ上での献身性と勝ちにこだわる姿勢は絶対に不足することはありません。常に最善を尽くして横浜FCサポーターを笑顔にしたいです」とコメントした。

### 大宮アルディージャ
2024年1月5日、大宮アルディージャへの完全移籍が発表された。シーズン前の怪我が影響して開幕から合流はならず、第8節FC大阪戦で今季初先発、第11節の今治戦で移籍後初ゴールとなるミドルシュートで先制点を挙げた。その後第14節の讃岐戦でシーズン2ゴール目を挙げ、これを皮切りに5試合連続ゴールを記録しチームの攻撃を牽引、6月度のJ3リーグ月間MVPを受賞した。

## 所属クラブ
- 2015年  ECサン・ジョゼ
- 2016年  インテル・デ・ベベドウロ
- 2017年 - 2019年 CAヴォトゥポランゲンセ
  - 2017年6月 - 同年12月  グレミオ・オザスコ・アウダックス（期限付き移籍）
  - 2018年 - 同年4月  ECノヴォ・アンブルゴ（期限付き移籍）
  - 2018年4月 - 同年12月  CNマルシリオ・ジアス（期限付き移籍）
  - 2019年 - 同年12月  FC東京（期限付き移籍）
- 2020年 - 2023年  FC東京
  - 2021年6月 - 同年12月  横浜FC（期限付き移籍）
  - 2022年 - 2023年  カターレ富山（期限付き移籍）
- 2024年 -  大宮アルディージャ / RB大宮アルディージャ

## Jリーグでの個人成績
| 国内大会個人成績 | 国内大会個人成績 | 国内大会個人成績 | 国内大会個人成績 | 国内大会個人成績             | 国内大会個人成績 | 国内大会個人成績 | 国内大会個人成績 | 国内大会個人成績 | 国内大会個人成績 | 国内大会個人成績 | 国内大会個人成績 |
| 年度             | クラブ           | 背番号           | リーグ           | リーグ戦                     | リーグ戦         | リーグ杯         | リーグ杯         | オープン杯       | オープン杯       | 期間通算         | 期間通算         |
| 年度             | クラブ           | 背番号           | リーグ           | 出場                         | 得点             | 出場             | 得点             | 出場             | 得点             | 出場             | 得点             |
| 日本             | 日本             | 日本             | 日本             | リーグ戦                     | リーグ戦         | リーグ杯         | リーグ杯         | 天皇杯           | 天皇杯           | 期間通算         | 期間通算         |
| ---------------- | ---------------- | ---------------- | ---------------- | ---------------------------- | ---------------- | ---------------- | ---------------- | ---------------- | ---------------- | ---------------- | ---------------- |
| 2019             | FC東京           | 45               | J1               | 7                            | 1                | 7                | 0                | 2                | 0                | 16               | 1                |
| 2020             | FC東京           | 45               | J1               | 29                           | 0                | 2                | 0                | -                | -                | 31               | 0                |
| 2021             | FC東京           | 2                | J1               | 7                            | 0                | 5                | 0                | 1                | 0                | 13               | 0                |
| 2021             | 横浜FC           | 38               | J1               | 11                           | 1                | -                | -                | -                | -                | 11               | 1                |
| 2022             | 富山             | 30               | J3               | 19                           | 2                | -                | -                | 1                | 0                | 20               | 2                |
| 2023             | 富山             | 30               | J3               | 30                           | 9                | -                | -                | 3                | 0                | 33               | 9                |
| 2024             | 大宮             | 30               | J3               | 29                           | 7                | 0                | 0                | 0                | 0                | 29               | 7                |
| 2025             | 大宮             | 30               | J2               |                              |                  |                  |                  |                  |                  |                  |                  |
| 通算             | 日本             | 日本             | J1               | 54                           | 2                | 14               | 0                | 3                | 0                | 71               | 2                |
| 通算             | 日本             | 日本             | J2               | \|\|\|\|\|\|\|\|\|\|\|\|\|\| |                  |                  |                  |                  |                  |                  |                  |
| 通算             | 日本             | 日本             | J3               | 78                           | 18               | 0                | 0                | 4                | 0                | 83               | 18               |
| 総通算           | 総通算           | 総通算           | 総通算           | 130                          | 20               | 14               | 0                | 7                | 0                | 153              | 20               |

| 2019   | F東23  | 45     | J3     | 9 | 0 | 9 | 0 |
| 通算   | 日本   | 日本   | J3     | 9 | 0 | 9 | 0 |
| 総通算 | 総通算 | 総通算 | 総通算 | 9 | 0 | 9 | 0 |

| 国際大会個人成績 | 国際大会個人成績 | 国際大会個人成績 | 国際大会個人成績 | 国際大会個人成績 |
| 年度             | クラブ           | 背番号           | 出場             | 得点             |
| AFC              | AFC              | AFC              | ACL              | ACL              |
| ---------------- | ---------------- | ---------------- | ---------------- | ---------------- |
| 2020             | FC東京           | 45               | 1                | 0                |
| 通算             | AFC              | AFC              | 1                | 0                |

その他の国際公式戦
- Jリーグ初出場 - 2019年3月10日 J3第1節 ギラヴァンツ北九州戦 (ミクニワールドスタジアム北九州)
- Jリーグ初得点 - 2019年10月19日 J1第29節 ヴィッセル神戸戦 (ノエビアスタジアム神戸)
- 2020年
  - AFCチャンピオンズリーグ2020・プレーオフ 1試合0得点

## タイトル

### 個人
大宮アルディージャ
- 月間MVP（J3）：1回（2024年6月）

### クラブ
FC東京
- Jリーグカップ：1回（2020年）

大宮アルディージャ
- J3リーグ：1回（2024年）
- 埼玉県サッカー選手権大会：1回（2024年）